# 第47機械化旅 (烏克蘭)
第47機械化旅（烏克蘭語：47-ма окрема механізована бригада）是乌克兰陆军旗下的一個旅，成立于2022年。

## 歷史
2022年俄罗斯入侵乌克兰后，乌克兰军方成立了第47突击营。该营是在伊万·沙拉马加上尉的领导下创建的，他成功地阻止了俄罗斯人对斯维特洛达尔斯克的突破。4月26日正式成立后，该营经过严格训练后被部署到巴赫穆特附近。
该营的成功得到了乌克兰武装部队总司令瓦列里·扎卢日内的认可，他下令将其扩充为一个完整的突击团。三个月后，第47突击营改组为第47突击团，由亚历山大·萨克担任连长，沙拉马加担任副手。
到了10月，乌克兰下达了将团扩编为旅的命令，并一个月之内完成了。扎卢日内将军任命亚历山大·萨克为该旅旅长，该旅在乌克兰和欧洲各地接受了密集的战斗训练。第47突击旅装备了由斯洛文尼亚提供的28辆M-55S主战坦克和50辆M2布拉德利步兵战车组成的强大阵容。该旅成员一直在德国格拉芬沃尔的美国基地进行这些车辆的训练，而坦克部队则驻扎在哈尔科夫。该旅的人员大幅增加，从4月的约400人增加到2023年1月的约2000人。第47机械化旅由第47突击营组建，该营由来自基辅、第聂伯罗、敖德萨和乌克兰的志愿者组成。利沃夫。该营的军士长是瓦列里·马库斯。
该营装备完毕和做好行动准备后，于2022年5月8日参加顿涅茨克地区的战役。2022年6月28日，该营扩编为突击团，增加了坦克、炮兵和火力支援部队。该团于2022年10月13日至11月15日进行重组，成为第47机械化旅，现装备M-55S、黑豹T6、BMP -1和M2A2 ODS布拉德利坦克。
2023年6月8日，第47机械化旅参与2023年乌克兰反攻，根据消息称第47机械化旅損失了包括8辆M2A2布雷德利、5辆豹2A6、1辆T-72M1、1辆YPR-765、1辆BMR-2和1辆VAB装甲车。
在2023年8月23日，烏克蘭第47機械化旅收復羅博季涅，並於該村莊的行政辦公室上揚起烏克蘭的旗幟。
2023年9月，亞歷山大·薩克中校被解除了第47獨立機械化旅的指揮權，該旅將由亞歷山大·帕夫利上校領導。該旅最初的編制為5,000人，傷亡人數約2,000人。
2023年10月，第47機械化旅在阿夫杰耶夫卡掩護駐軍撤退。
2024年4月底，烏克蘭東部阿夫杰耶夫卡以西奧切列季涅村外的烏克蘭防線崩时紧急部署了第47機械化旅。《福布斯》杂志称该旅損失了美国援助的大约200輛M-2戰車中的至少40輛和31輛M-1坦克中的5輛。由於擔心更多69噸重的M-1被俄羅斯無人機奪走，該旅最近將倖存的M1坦克撤出前線。
而據第47機械化旅2024年8月釋出的實戰畫面可見，烏軍的M1A1艾布蘭戰車目前皆已加裝反無人機籠和爆炸反應裝甲，強化車身防禦力與車組員的生存性，持續在烏東與俄軍對抗、堅守前線。